# Моторик
Моторик (нім. Motorik) — елемент музики краут-рок, розроблений на початку 1970-х років групою Neu! разом зі звукоінженером і продюсером Конні Планком, і популяризований гуртом Kraftwerk у композиції Autobahn (1974).
Самі музиканти групи Neu! не використовували термін Motorik. Клаус Дінгер з Neu! іноді називав його «апачі-біт» (англ. Apache beat). Моторик був так само використаний такими гуртами й музикантами, як Devo, Stereolab й Девід Боуї.